# Saison 2023 de l'équipe cycliste Fenix-Deceuninck
La saison 2023 de l'équipe cycliste Fenix-Deceuninck est la troisième de la formation.

## Préparation de la saison

### Effectifs
| Effectif 2023              | Effectif 2023     | Effectif 2023 | Effectif 2023                  |
| Cycliste                   | Date de naissance | Pays          | Équipe précédente              |
| -------------------------- | ----------------- | ------------- | ------------------------------ |
| Ceylin del Carmen Alvarado | 6 août 1998       | Pays-Bas      | Fenix-Deceuninck (2023)        |
| Manon Bakker               | 15 juillet 1999   | Pays-Bas      |                                |
| Sanne Cant                 | 8 octobre 1990    | Belgique      | Fenix-Deceuninck (2023)        |
| Millie Couzens             | 29 octobre 2003   | Royaume-Uni   |                                |
| Kim de Baat                | 29 mai 1991       | Belgique      | Ciclotel (2020)                |
| Julie De Wilde             | 8 décembre 2002   | Belgique      | Fenix-Deceuninck (2023)        |
| Ronja Eibl                 | 30 août 1999      | Allemagne     |                                |
| Yara Kastelijn             | 9 août 1997       | Pays-Bas      | Fenix-Deceuninck (2023)        |
| Evy Kuijpers               | 15 février 1995   | Pays-Bas      | Human Powered Health (2022)    |
| Greta Marturano            | 14 juin 1998      | Italie        | Top Girls Fassa Bortolo (2022) |
| Marion Norbert-Riberolle   | 7 janvier 1999    | Belgique      | Plantur-Pura (2022)            |
| Puck Pieterse              | 13 mai 2002       | Pays-Bas      | Fenix-Deceuninck (2023)        |
| Christina Schweinberger    | 29 octobre 1996   | Autriche      | Multum Accountants (2022)      |
| Marthe Truyen              | 30 septembre 1999 | Belgique      | Baloise Trek Lions (2021)      |
| Aniek van Alphen           | 1 février 1999    | Pays-Bas      |                                |
| Julie Van de Velde         | 2 juin 1993       | Belgique      | Jumbo-Visma Women Team (2021)  |
| Inge van der Heijden       | 12 août 1999      | Pays-Bas      | Fenix-Deceuninck (2023)        |
| Cecilia van Zuthem         | 27 novembre 2003  | Pays-Bas      | WV Schijndel (2022)            |
| Annemarie Worst            | 19 décembre 1995  | Pays-Bas      |                                |
| Sophie Wright              | 15 mars 1999      | Royaume-Uni   | UAE Team ADQ (2022)            |
| Carina Schrempf            | 16 octobre 1994   | Autriche      |                                |
|                            |                   |               |                                |
| Source : ProCyclingStats   |                   |               |                                |

### Encadrement
Le directeur général est Philip Roodhooft. Le directeur sportif est Christoph Roodhooft. Il est assisté de : Michel Cornelisse, Heidi Van de Vijver et Kris Wouters.

## Déroulement de la saison

### Janvier-février
Ceylin Alvarado remporte le classement général du Superprestige après s'être imposée en 2023 à Gullegem et Gullegem. 

### Juillet

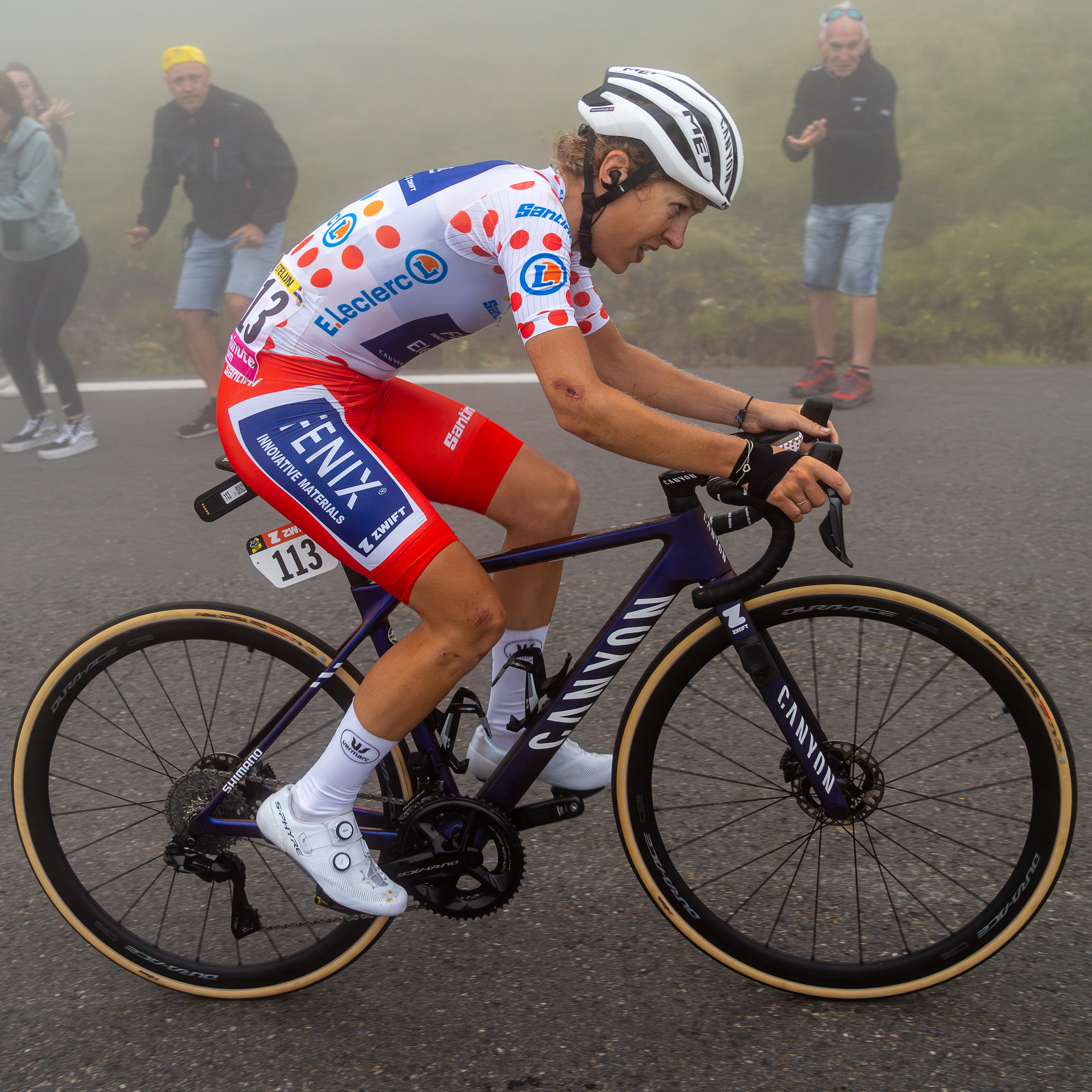
Yara Kastelijn avec le maillot à pois dans le Tourmalet

Sur la quatrième étape du Tour de France, Yara Kastelijn fait partie du groupe de quatorze échappées. Elle résiste au retour du peloton pour s'imposer. Elle porte également le maillot à pois à l'issue de la deuxième étape et des cinquième et sixième étapes. Elle est meilleure combative de l'épreuve.

### Août
Alors qu'elle n'était pas citée parmi les favorites, Christina Schweinberger remporte la médaille de bronze du contre-la-montre aux championnats du monde de cyclisme sur route 2023 à Stirling en Écosse derrière l'Américaine Chloé Dygert et l'Australienne Grace Brown. Sur la course en ligne, elle fait partie du groupe de favorites à l'entame du dernier tour. Elle sort avec Lizzie Deignan. Marlen Reusser part en poursuite, suivie ensuite par Lotte Kopecky. Néanmoins la coopération est mauvaise et le groupe se reforme. Schweinberger est cinquième de la course.

### Septembre-octobre
Aux championnats d'Europe du contre-la-montre, elle confirme sa performance des mondiaux, en prenant de nouveau la troisième place. En fin de saison, elle se classe deuxième du Chrono des nations.

## Victoires

### Sur route
| Victoires | Victoires                         | Victoires | Victoires | Victoires       | Victoires |
| Date      | Course                            | Pays      | Classe    | Vainqueur       |           |
| --------- | --------------------------------- | --------- | --------- | --------------- | --------- |
| 21 mai    | Antwerp Port Epic Ladies          | Belgique  | 1.1       | Marthe Truyen   |           |
| 11 juin   | Diamond Tour                      | Belgique  | 1.1       | Julie De Wilde  |           |
| 25 juin   | Championnat d'Autriche sur route  | Autriche  | CN        | Carina Schrempf |           |
| 26 juill. | 4e étape du Tour de France Femmes | France    | 2.WWT     | Yara Kastelijn  |           |

### En cyclo-cross
| Date       | Course                                   | Pays     | Classe | Vainqueur                  |
| ---------- | ---------------------------------------- | -------- | ------ | -------------------------- |
| 3 janvier  | Herentals                                | Belgique | C2     | Puck Pieterse              |
| 7 janvier  | Gullegem                                 | Belgique | C2     | Ceylin Del Carmen Alvarado |
| 15 janvier | Championnats des Pays-Bas de cyclo-cross | Pays-Bas | CN     | Puck Pieterse              |
| 29 janvier | Besançon                                 | France   | CDM    | Puck Pieterse              |
| 8 février  | Maldegem                                 | Belgique | C2     | Annemarie Worst            |
| 11 février | Middelkerke                              | Belgique | C1     | Ceylin Del Carmen Alvarado |
| 18 février | Sint-Niklaas                             | Belgique | C2     | Annemarie Worst            |

### Résultats sur les courses majeures

#### World Tour
| UCI Women's World Tour | UCI Women's World Tour | UCI Women's World Tour | UCI Women's World Tour                   | UCI Women's World Tour  | UCI Women's World Tour | UCI Women's World Tour |
| Date                   | n°                     | Pays                   | Course                                   | Meilleure coureuse      | Classement             |                        |
| ---------------------- | ---------------------- | ---------------------- | ---------------------------------------- | ----------------------- | ---------------------- | ---------------------- |
| 15 – 17 janv.          | 1                      | Australie              | Women's Tour Down Under                  | -                       | -                      |                        |
| 28 janv.               | 2                      | Australie              | Cadel Evans Great Ocean Road Race Women  | -                       | -                      |                        |
| 9 – 12 fév.            | 3                      | Émirats arabes unis    | Tour des Émirats arabes unis             | Christina Schweinberger | 29e                    |                        |
| 25 fév.                | 4                      | Belgique               | Circuit Het Nieuwsblad                   | Christina Schweinberger | 8e                     |                        |
| 4 mars                 | 5                      | Italie                 | Strade Bianche                           | Puck Pieterse           | 5e                     |                        |
| 11 mars                | 6                      | Pays-Bas               | Tour de Drenthe                          | Julie De Wilde          | 13e                    |                        |
| 19 mars                | 7                      | Italie                 | Trofeo Alfredo Binda-Comune di Cittiglio | Yara Kastelijn          | 11e                    |                        |
| 23 mars                | 8                      | Belgique               | Classic Bruges-La Panne                  | Christina Schweinberger | 8e                     |                        |
| 26 mars                | 9                      | Belgique               | Gand-Wevelgem                            | Christina Schweinberger | 5e                     |                        |
| 2 avr.                 | 10                     | Belgique               | Tour des Flandres                        | Christina Schweinberger | 22e                    |                        |
| 8 avr.                 | 11                     | France                 | Paris-Roubaix                            | Marthe Truyen           | 3e                     |                        |
| 16 avr.                | 12                     | Pays-Bas               | Amstel Gold Race                         | Yara Kastelijn          | 25e                    |                        |
| 19 avr.                | 13                     | Belgique               | Flèche wallonne                          | Yara Kastelijn          | 10e                    |                        |
| 23 avr.                | 14                     | Belgique               | Liège-Bastogne-Liège                     | Yara Kastelijn          | 18e                    |                        |
| 1 – 7 mai              | 15                     | Espagne                | Tour d'Espagne                           | -                       | -                      |                        |
| 12 – 14 mai            | 16                     | Espagne                | Tour du Pays basque                      | -                       | -                      |                        |
| 18 – 21 mai            | 17                     | Espagne                | Tour de Burgos                           | -                       | -                      |                        |
| 26 – 28 mai            | 18                     | Royaume-Uni            | RideLondon-Classique                     | -                       | -                      |                        |
| 17 – 20 juin           | 19                     | Suisse                 | Tour de Suisse                           | Julie Van de Velde      | 13e                    |                        |
| 30 juin – 9 juill.     | 20                     | Italie                 | Tour d'Italie                            | Greta Marturano         | 20e                    |                        |
| 23 – 30 juill.         | 21                     | France                 | Tour de France Femmes                    | Julie De Wilde          | 26e                    |                        |
| 23 – 27 août           | 22                     | Norvège                | Tour de Scandinavie                      | Yara Kastelijn          | 10e                    |                        |
| 2 sept.                | 23                     | France                 | Grand Prix de Plouay                     | Christina Schweinberger | 6e                     |                        |
| 5 – 10 sept.           | 24                     | Pays-Bas               | Simac Ladies Tour                        | Christina Schweinberger | 7e                     |                        |
| 15 – 17 sept.          | 25                     | Suisse                 | Tour de Romandie                         | Yara Kastelijn          | 17e                    |                        |
| 12 – 14 oct.           | 26                     | Chine                  | Tour de l'île de Chongming               | -                       | -                      |                        |
| 17 oct.                | 27                     | Chine                  | Tour du Guangxi                          | -                       | -                      |                        |

#### Grands tours
| Grand tour            | Tour d'Espagne | Tour d'Italie         | Tour de France       |
| --------------------- | -------------- | --------------------- | -------------------- |
| Coureuse (classement) | -              | Greta Marturano (20e) | Julie De Wilde (26e) |
| Accessits             | -              | -                     | -                    |

## Classement mondial
| Classement UCI | Classement UCI             | Classement UCI | Classement UCI |
| Coureuse       | Coureuse                   | Pays           | Points         |
| -------------- | -------------------------- | -------------- | -------------- |
| 12e            | Christina Schweinberger    | Autriche       | 1868 pts       |
| 55e            | Marthe Truyen              | Belgique       | 690 pts        |
| 67e            | Yara Kastelijn             | Pays-Bas       | 555 pts        |
| 70e            | Julie De Wilde             | Belgique       | 537 pts        |
| 98e            | Maria Martins              | Portugal       | 360 pts        |
| 158e           | Carina Schrempf            | Autriche       | 234 pts        |
| 183e           | Evy Kuijpers               | Pays-Bas       | 206 pts        |
| 209e           | Puck Pieterse              | Pays-Bas       | 180 pts        |
| 226e           | Petra Stiasny              | Suisse         | 164 pts        |
| 264e           | Greta Marturano            | Italie         | 133 pts        |
| 327e           | Millie Couzens             | Royaume-Uni    | 105 pts        |
| 350e           | Julie Van de Velde         | Belgique       | 91 pts         |
| 361e           | Cecilia van Zuthem         | Pays-Bas       | 87 pts         |
| 419e           | Ceylin del Carmen Alvarado | Pays-Bas       | 72 pts         |
| 481e           | Sanne Cant                 | Belgique       | 56 pts         |
| 767e           | Inge van der Heijden       | Pays-Bas       | 24 pts         |
| 1155e          | Sophie Wright              | Royaume-Uni    | 5 pts          |

Fenix-Deceuninck est neuvième du classement par équipes.